# بيير فرنيه (رياضياتي)
بيير فرنيه (بالفرنسية: Pierre Vernier)‏ (و. 1580 – 1637 م) هو رياضياتي من فرنسا، وفرانش كونته، توفي عن عمر يناهز 57 عاماً.